# Cedric Simmons
Cedric "Ced" Tremaine Simmons (Shallotte, Carolina del Norte; 3 de enero de 1986) es un jugador de baloncesto estadounidense, con pasaporte búlgaro, que se encuentra sin equipo. Mide 2,06, y juega en la posición de ala-pívot.

## Trayectoria deportiva

### Universidad
Disputó dos temporadas con los Wolfpack de la Universidad de North Carolina State, donde promedió 11,8 puntos, 6,3 rebotes y 2,5 tapones por partido en su segunda y última temporada como universitario.

### Profesional
Fue elegido en el Draft de la NBA de 2006 por los New Orleans Hornets en la 15.ª posición. En su primer año en la liga jugó sólo 43 partidos, promediando 2,9 puntos por encuentro. 
El 29 de septiembre de 2007 llegó a Cleveland Cavaliers a cambio de David Wesley. Pero el 21 de febrero de 2008 fue traspasado a Chicago Bulls en un traspaso a tres bandas entre los Bulls, los Cavaliers y Seattle Sonics. Junto con él, llegaba al equipo Shannon Brown, Drew Gooden y Larry Hughes.
El 19 de febrero de 2009, Chicago Bulls traspasó a Simmons, Andrés Nocioni, Michael Ruffin y Drew Gooden a cambio de Sacramento Kings por John Salmons y Brad Miller.
Tras eso, en 2009, recaló en los Idaho Stampede de la NBDL.
En enero de 2010 se marchó a China, a los Dongguan New Century Leopards de la CBA donde, a modo de trampolín por sus números (18,7 puntos, 8,9 rebotes y 1,8 tapones) le valieron un billete a una liga europea como la griega, donde jugó los últimos 4 partidos de la liga 2009-10 con EK Kavala, equipo con el que luego disputó la campaña 2010-11 completa, promediando 12 puntos, 10 rebotes y 1,8 tapones.
En agosto de 2011 el jugador estadounidense se convierte en nuevo jugador del Asefa Estudiantes, club con el que firmó para la temporada 2011-12.
El 17 de agosto de 2012, firma por el New Basket Brindisi de la liga Serie A italiana, de cara a la 2012–13.
El 1 de julio de 2013, firma un acuerdo de tres años con el club griego Olympiacos. Pero tras una temporada, el 4 de noviembre de 2014, acuerda una rescisión de contrato. Aunque cuatro días después, firma por el New Basket Brindisi.
El 8 de agosto de 2015, firma por el Royal Halı Gaziantep de la Turkish Basketball League. Pero dejó el equipo sin llegar a debutar.
El 28 de enero de 2016, firma un contrato de dos semanas con el Maccabi Tel Aviv. Al término del mismo, el 12 de febrero, dejó el equipo. Dos días después firma por el Baloncesto Sevilla, pero falla en el reconocimiento médico y es descartado.
El 19 de agosto de 2016, se une al Budućnost VOLI por un periodo de prueba, pero no llega a firmar contrato.
El 27 de noviembre de 2016, firma por el BC Kalev/Cramo de Estonia. El 1 de agosto de 2017 renueva por una temporada más.
En 2019 se une al equipo japonés San-en NeoPhoenix de la B.League. De cara a la 2019-20 firma por otro conjunto japonés, los SeaHorses Mikawa.

### Selección nacional
Tras conseguir pasaporte búlgaro, ha formado parte de la selección de Bulgaria en los partidos de clasificación del EuroBasket 2013, donde promedió 10,4 puntos y 8,3 rebotes por encuentro.

## Estadísticas de su carrera en la NBA

### Temporada regular
| Año     | Equipo             | PJ | PT | MPP  | %TC  | %3P  | %TL  | RPP | APP | ROB | TPP | PPP |
| ------- | ------------------ | -- | -- | ---- | ---- | ---- | ---- | --- | --- | --- | --- | --- |
| 2006-07 | N.O./Oklahoma City | 43 | 4  | 12.4 | .417 | .000 | .485 | 2.5 | .3  | .2  | .5  | 2.9 |
| 2007-08 | Cleveland          | 7  | 0  | 9.7  | .333 | .000 | .000 | 2.1 | .0  | .3  | .7  | .6  |
| 2007-08 | Chicago            | 7  | 0  | 2.7  | .250 | .000 | .000 | .4  | .0  | .0  | .0  | .6  |
| 2008-09 | Chicago            | 11 | 0  | 5.5  | .524 | .000 | .429 | 1.1 | .2  | .1  | .4  | 2.5 |
| 2008-09 | Sacramento         | 7  | 0  | 3.3  | .000 | .000 | .500 | .6  | .0  | .0  | .0  | .1  |
| Total   | Total              | 75 | 4  | 9.4  | .409 | .000 | .390 | 1.9 | .2  | .2  | .4  | 2.2 |

## Vida personal
El 12 de diciembre de 2007 su novia, Sabrina Acevedo, dio a luz a su hijo en el Hillcrest Hospital de Mayfield Heights (Ohio).